# Gambiaanse dalasi
De Gambiaanse dalasi is de munteenheid van Gambia. Eén dalasi is 100 butut. De naam dalasi komt van een lokale in Gambia gebruikte naam.
De volgende munten worden, hoewel nog nauwelijks, gebruikt: 1, 5, 10, 25, 50 butut en 1 dalasi. Het papiergeld is beschikbaar in 5, 10, 20, 50, 100 en 200 dalasi.
Sinds begin 2015 is er ook een D 20 biljet ingevoerd, zowel in groen als in blauw. De nieuwe biljetten, 2015, zijn voorzien van de beeltenis van de president.
De dalasi werd in 1971 ingevoerd en verving toen het Britse pond sterling.